# Хлопчики (фільм, 1971)
«Хлопчики» (рос. «Мальчики») — радянський художній фільм режисера Катерини Сташевської-Народицької, знятий творчим об'єднанням «Товариш» кіностудії «Мосфільм» за однойменним романом Олександра Рекемчука у 1971 році.

## Сюжет
Вихованець дитячого будинку Женя Прохоров, звертає на себе увагу директора столичного хорового училища. Професор наполегливо радить Жені вчитися. Ставши солістом у хорі хлопчиків, Женя не відмовляється від «лівих» концертів, організованих заповзятливим Віктором Вікторовичем, — і одного разу зриває голос. Юний герой з гідністю переносить першу втрату, і після закінчення училища вступає до консерваторії на композиторський факультет.

## У ролях
- Антон Табаков — Женя Прохоров в дитинстві
- Андрій Дроздов — Женя-підліток
- Анатолій Нікітін — Євген Прохоров
- Юрій Леонідов — Володимир Костянтинович Наместніков
- Антоніна Максимова — Віра Іванівна
- Геннадій Юдін — композитор
- Леонід Куравльов — Віктор Вікторович
- Олена Зателепіна — Саша Тиунова
- Тетяна Назарова — Саша Тиунова в дитинстві
- Микола Денисов — Коля Бірюков-підліток
- Станіслав Садальський — Коля Бірюков
- Олексій Менглет — Гошка Вяземський
- Вероніка Ізотова — Майя Вяземська
- Євген Москальов — Віктор Титаренко
- Олександр Вігдоров — Аполлон Лук'янов
- Петро Меркур'єв — молодший лейтенант міліції
- Віра Алтайська — Роза Михайлівна
- Валентина Бєляєва — Марія Леонтіївна, лікар-фоніатор

## Знімальна група
- Автор сценарію: Олександр Рекемчук
- Режисер-постановник: Катерина Сташевська-Народицька
- Оператор-постановник:  Віктор Бєлокопитов
- Композитор:  Володимир Терлецький
- Художник-постановник: Фелікс Ясюкевич